# Austrotepuibasis manolisi
Austrotepuibasis manolisi é uma espécie de libélula da família das libelinhas (Coenagrionidae), subordem libelinhas (Zygoptera).
O nome científico da espécie foi publicado validamente pela primeira vez em 2011 por Machado & Lencioni.